# László Bölöni
László Bölöni (uváděný i jako Ladislau Bölöni; * 11. března 1953, Târgu Mureș, Rumunsko) je bývalý rumunský fotbalový záložník a reprezentant a pozdější fotbalový trenér.
 Část své hráčské kariéry strávil v klubu FC Steaua București, kde nasbíral několik titulů, mj. v PMEZ 1985/86.
Mimo Rumunska hrál v Belgii a Francii. V letech 1977 a 1983 zvítězil v anketě Fotbalista roku Rumunska.
Od října 2020 trénuje řecký klub Panathinaikos Athény.

## Klubová kariéra
- Chimica Târnăveni 1967–1970 (mládežnické týmy)
- ASA Târgu Mureș 1970–1984
- FC Steaua București 1984–1987
- Racing Jet Wavre 1987–1988
- US Créteil-Lusitanos 1988–1989
- US Orléans 1989–1992
- AS Nancy B 1992–1993

## Reprezentační kariéra
Reprezentoval Rumunsko.
V A-mužstvu debutoval oficiálně 24. 9. 1975 v zápase na turnaji Balkan Cup proti týmu Řecka (remíza 1:1). Celkem odehrál v letech 1975–1988 za rumunský národní tým 102 zápasů a vstřelil 23 gólů (s olympijskou kvalifikací 108 zápasů a 25 gólů).
Zúčastnil se EURA 1984 ve Francii.